# Weeuwenteelt

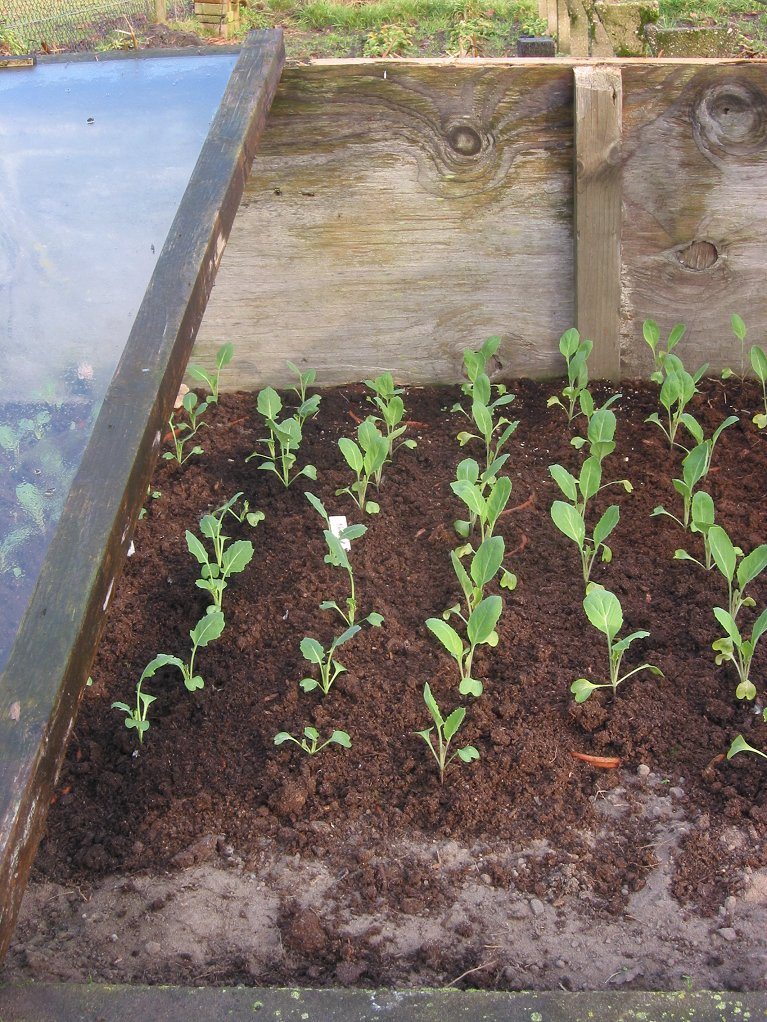
Weeuwenplanten van broccoli en bloemkool in de 'koude kas' (half december)

Weeuwenteelt of overwinteringsteelt is een kweekmethode die nog maar weinig gebruikt wordt. Het is een manier om in het vroege voorjaar al oogstbare groente van het land te verkrijgen.

## Geschiedenis
In de tijd dat het niet mogelijk was om in een verwarmde ruimte te zaaien, werd in het najaar gezaaid. Op welk moment dat gebeurde, was afhankelijk van de kieming en de groeisnelheid van het gewas. Het resultaat was dat er al verse groente was in het vroege voorjaar. Aan het einde van de winter was er meestal niets vers meer te krijgen, anders dan via deze methode. Weeuwenteelt is door het algemeen worden van verwarmde teeltkassen uit de gratie geraakt. Er zijn echter nog hobbykwekers die het in hun moestuin toepassen.

## Praktijk
In het najaar worden de gewassen gezaaid. De plantjes overwinteren op een beschutte plaats. In het vroege voorjaar uitgeplant groeien ze snel uit en vormen zo de eerste eetbare groente van de 'koude grond'. Het wordt vooral gedaan met bloemkool, maar ook met selderij en sla.